# Zgornje Dobrenje
Zgornje Dobrenje je naselje v Občini Šentilj.
Dobrenje se prvič omeni (Dobrenga) v nedatirani menjalni listini med šentpavelskim opatom Wecelinom in mejnim grofom Engelbertom II. Spanheimskim, zapisani med letoma 1106 in 1124.